# St Andrews Museum
St Andrews Museum er et museum i St Andrews,, der med fokus på byens historie i Fife, Skotland.
Museets permanente udstilling består af genstande med relation til St Andrews' historie fra byens spæde grundlæggelse til i dag. Den har også skiftende specialudstillinger.